# Atletica leggera alla XXIX Universiade - 100 metri piani femminili
I 100 metri piani femminili alla XXIX Universiade si sono svolti dal 23 al 24 agosto 2017.

## Podio
| Oro     | Sashalee Forbes Giamaica |
| Argento | Irene Siragusa Italia    |
| Bronzo  | Salomé Kora Svizzera     |

## Risultati

### 1º turno
Passano ai quarti le prime tre atlete di ogni batteria (Q) e le otto atlete con i migliori tempi tra le escluse (q).

Vento:

Batteria 1: -0,8 m/s, Batteria 2: +0,1 m/s, Batteria 3: -0,4 m/s, Batteria 4: -0,1 m/s

Batteria 5: 0,0 m/s,Batteria 6: -0,1 m/s, Batteria 7: +1,7 m/s, Batteria 8: +0,7 m/s
| Posizione | Batteria | Nome                       | Nazione            | Tempo | Note                          |
| --------- | -------- | -------------------------- | ------------------ | ----- | ----------------------------- |
| 1         | 6        | Irene Siragusa             | Italia             | 11.35 | Q                             |
| 2         | 7        | Viktoriya Zyabkina         | Kazakistan         | 11.40 | Q                             |
| 3         | 1        | Sashalee Forbes            | Giamaica           | 11.41 | Q                             |
| 4         | 7        | Corinne Humphreys          | Regno Unito        | 11.48 | Q                             |
| 5         | 8        | Anna Bongiorni             | Italia             | 11.59 | Q                             |
| 6         | 5        | Tamzin Thomas              | Sudafrica          | 11.63 | Q                             |
| 7         | 8        | Olga Safronova             | Kazakistan         | 11.65 | Q                             |
| 8         | 6        | Karolina Zagajewska        | Polonia            | 11.66 | Q                             |
| 9         | 2        | Sina Mayer                 | Germania           | 11.69 | Q                             |
| 9         | 5        | Dutee Chand                | India              | 11.69 | Q                             |
| 11        | 2        | Barbora Procházková        | Rep. Ceca          | 11.71 | Q                             |
| 11        | 6        | Niamh Whelan               | Irlanda            | 11.71 | Q                             |
| 13        | 6        | Zoe Hobbs                  | Nuova Zelanda      | 11.79 | q                             |
| 14        | 5        | Ajla Del Ponte             | Svizzera           | 11.80 | Q                             |
| 15        | 4        | Alexandra Bezeková         | Slovacchia         | 11.81 | Q                             |
| 16        | 1        | Viola Kleiser              | Austria            | 11.82 | Q                             |
| 16        | 7        | Mathilde Kramer            | Danimarca          | 11.82 | Q                             |
| 18        | 4        | Kamila Ciba                | Polonia            | 11.86 | Q                             |
| 18        | 7        | Anna Paula Auziņa          | Lettonia           | 11.86 | q,                            |
| 20        | 3        | Salomé Kora                | Svizzera           | 11.90 | Q                             |
| 20        | 4        | Tsaone Sebele              | Botswana           | 11.90 | Q                             |
| 22        | 2        | Hu Chia-chen               | Taipei Cinese      | 11.92 | Q                             |
| 23        | 1        | Iza Daniela Flores         | Messico            | 11.93 | Q                             |
| 23        | 8        | Lam On Ki                  | Hong Kong          | 11.93 | Q,                            |
| 25        | 3        | Jellisa Westney            | Canada             | 11.94 | Q                             |
| 26        | 2        | Õilme Võro                 | Estonia            | 11.97 | q                             |
| 27        | 2        | Sierra Smith               | Stati Uniti        | 11.98 | q                             |
| 28        | 8        | Germaine Abessolo Bivina   | Camerun            | 12.00 | q                             |
| 29        | 1        | Miyu Maeyama               | Giappone           | 12.01 | q                             |
| 30        | 3        | Ichiko Iki                 | Giappone           | 12.02 | Q                             |
| 31        | 5        | Leah Walkeden              | Canada             | 12.04 | q                             |
| 32        | 3        | Zorana Barjaktarović       | Serbia             | 12.10 | q                             |
| 32        | 7        | Ha Thi Thu                 | Vietnam            | 12.10 | q,                            |
| 34        | 1        | Nikoleta Šimić             | Serbia             | 12.11 |                               |
| 34        | 6        | Estrella De Aza            | Rep. Dominicana    | 12.11 |                               |
| 36        | 1        | Janet Mensah               | Ghana              | 12.17 | Miglior prestazione personale |
| 37        | 3        | Kiara Rodríguez            | Rep. Dominicana    | 12.18 |                               |
| 37        | 5        | Astrid Glenner-Frandsen    | Danimarca          | 12.18 |                               |
| 39        | 4        | Scovia Ayikoru             | Uganda             | 12.19 |                               |
| 40        | 6        | Diana Suumann              | Estonia            | 12.25 |                               |
| 41        | 5        | Mary Zawadi Unyuthfua      | Uganda             | 12.39 |                               |
| 42        | 2        | Aneja Kodrič               | Slovenia           | 12.40 |                               |
| 43        | 4        | Ingūna Čeiko               | Lettonia           | 12.53 |                               |
| 44        | 7        | Ontiretse Molapisi         | Botswana           | 12.56 |                               |
| 45        | 3        | Irene Alisjahbana          | Indonesia          | 12.58 |                               |
| 46        | 1        | Nadeeshani Henry Henderson | Sri Lanka          | 12.69 |                               |
| 47        | 6        | Jeremiah Angela Malonzo    | Filippine          | 12.76 |                               |
| 48        | 7        | Laventa Amutavi            | Kenya              | 12.88 |                               |
| 49        | 5        | Iveta Urshini              | Albania            | 12.89 |                               |
| 50        | 2        | Kurugamage Jayalath        | Sri Lanka          | 13.26 |                               |
| 51        | 8        | Prestige Ndarata           | Rep. Centrafricana | 13.27 |                               |
| 52        | 6        | Wabalyao Kakwasha          | Zambia             | 13.51 |                               |
| 53        | 4        | Aina Suroor Al-Hamimi      | Oman               | 13.61 |                               |
| 53        | 8        | Nolwazi Knowledge Vilakati | eSwatini           | 13.61 |                               |
| 55        | 8        | Ramata Sani Hamidou        | Niger              | 14.24 |                               |
| 56        | 5        | Happy Twaha Mahamudu       | Tanzania           | 14.96 |                               |
|           | 4        | María Akieme               | Guinea Equatoriale | DNS   |                               |
|           | 4        | Sandra Konadu Asibuo       | Ghana              | DNS   |                               |
|           | 8        | Stephanie Nwann Osuji      | Nigeria            | DNS   |                               |

### Quarti di finale
Passano alle semifinali le prime tre atlete di ogni batteria (Q) e le quattro atlete con i migliori tempi tra le escluse (q).

Vento:

Batteria 1: -0,7 m/s, Batteria 2: -0,3 m/s, Batteria 3: -0,4 m/s, Batteria 4: -0,3 m/s
| Posizione | Batteria | Nome                     | Nazione       | Tempo | Note |
| --------- | -------- | ------------------------ | ------------- | ----- | ---- |
| 1         | 4        | Irene Siragusa           | Italia        | 11.33 | Q    |
| 2         | 2        | Sashalee Forbes          | Giamaica      | 11.39 | Q    |
| 3         | 4        | Salomé Kora              | Svizzera      | 11.47 | Q    |
| 4         | 1        | Viktoriya Zyabkina       | Kazakistan    | 11.50 | Q    |
| 5         | 4        | Corinne Humphreys        | Regno Unito   | 11.52 | Q    |
| 6         | 1        | Ajla Del Ponte           | Svizzera      | 11.59 | Q    |
| 7         | 3        | Anna Bongiorni           | Italia        | 11.61 | Q    |
| 8         | 2        | Olga Safronova           | Kazakistan    | 11.62 | Q    |
| 8         | 3        | Tamzin Thomas            | Sudafrica     | 11.62 | Q    |
| 10        | 1        | Alexandra Bezeková       | Slovacchia    | 11.67 | Q    |
| 11        | 1        | Sina Mayer               | Germania      | 11.70 | q    |
| 12        | 4        | Niamh Whelan             | Irlanda       | 11.74 | q    |
| 13        | 3        | Barbora Procházková      | Rep. Ceca     | 11.75 | Q    |
| 14        | 2        | Viola Kleiser            | Austria       | 11.80 | Q    |
| 15        | 4        | Zoe Hobbs                | Nuova Zelanda | 11.81 | q    |
| 16        | 2        | Mathilde Kramer          | Danimarca     | 11.82 | q    |
| 16        | 2        | Karolina Zagajewska      | Polonia       | 11.82 | q    |
| 18        | 3        | Dutee Chand              | India         | 11.90 |      |
| 18        | 3        | Tsaone Sebele            | Botswana      | 11.90 |      |
| 20        | 1        | Leah Walkeden            | Canada        | 11.93 |      |
| 20        | 2        | Miyu Maeyama             | Giappone      | 11.93 |      |
| 22        | 4        | Ichiko Iki               | Giappone      | 11.96 |      |
| 23        | 3        | Hu Chia-chen             | Taipei Cinese | 11.98 |      |
| 24        | 2        | Iza Daniela Flores       | Messico       | 11.99 |      |
| 25        | 2        | Õilme Võro               | Estonia       | 12.00 |      |
| 25        | 4        | Jellisa Westney          | Canada        | 12.00 |      |
| 27        | 1        | Anna Paula Auziņa        | Lettonia      | 12.01 |      |
| 27        | 1        | Lam On Ki                | Hong Kong     | 12.01 |      |
| 29        | 1        | Kamila Ciba              | Polonia       | 12.04 |      |
| 29        | 3        | Sierra Smith             | Stati Uniti   | 12.04 |      |
| 31        | 3        | Germaine Abessolo Bivina | Camerun       | 12.11 |      |
| 32        | 4        | Zorana Barjaktarović     | Serbia        | 12.42 |      |
|           | 4        | Ha Thi Thu               | Vietnam       | DNS   |      |

### Semifinali
Passano in finale le prime quattro atlete di ogni batteria (Q).

Vento:

Batteria 1: 0,0 m/s, Batteria 2: -1,9 m/s
| Posizione | Batteria | Nome                | Nazione       | Tempo | Note |
| --------- | -------- | ------------------- | ------------- | ----- | ---- |
| 1         | 1        | Sashalee Forbes     | Giamaica      | 11.22 | Q    |
| 2         | 1        | Viktoriya Zyabkina  | Kazakistan    | 11.49 | Q    |
| 3         | 1        | Anna Bongiorni      | Italia        | 11.55 | Q    |
| 3         | 2        | Salomé Kora         | Svizzera      | 11.55 | Q    |
| 5         | 2        | Irene Siragusa      | Italia        | 11.56 | Q    |
| 6         | 1        | Ajla Del Ponte      | Svizzera      | 11.60 | Q    |
| 7         | 1        | Alexandra Bezeková  | Slovacchia    | 11.60 |      |
| 8         | 2        | Corinne Humphreys   | Regno Unito   | 11.71 | Q    |
| 9         | 1        | Barbora Procházková | Rep. Ceca     | 11.73 |      |
| 10        | 2        | Olga Safronova      | Kazakistan    | 11.76 | Q    |
| 11        | 2        | Tamzin Thomas       | Sudafrica     | 11.77 |      |
| 12        | 1        | Niamh Whelan        | Irlanda       | 11.81 |      |
| 13        | 2        | Sina Mayer          | Germania      | 11.84 |      |
| 14        | 1        | Zoe Hobbs           | Nuova Zelanda | 11.85 |      |
| 15        | 2        | Karolina Zagajewska | Polonia       | 11.97 |      |
| 16        | 2        | Viola Kleiser       | Austria       | 12.07 |      |
| 17        | 2        | Mathilde Kramer     | Danimarca     | 12.14 |      |

### Finale
| Pos. | Corsia | Nome               | Nazionalità | Tempo           | Note                          |
| ---- | ------ | ------------------ | ----------- | --------------- | ----------------------------- |
|      | 5      | Sashalee Forbes    | Giamaica    | 11"18           |                               |
|      | 4      | Irene Siragusa     | Italia      | 11"31           | Miglior prestazione personale |
|      | 7      | Salomé Kora        | Svizzera    | 11"33           |                               |
| 4    | 6      | Viktoriya Zyabkina | Kazakistan  | 11"49           |                               |
| 5    | 9      | Corinne Humphreys  | Regno Unito | 11"49           |                               |
| 6    | 8      | Anna Bongiorni     | Italia      | 11"50           |                               |
| 7    | 2      | Olga Safronova     | Kazakistan  | 11"53           |                               |
| 8    | 3      | Ajla Del Ponte     | Svizzera    | 11"62           |                               |
|      |        |                    |             | Vento: -0,3 m/s |                               |